# کالج منوث
کالج منوث (ایرلندی: Coláiste Naoimh Phádraig, Maigh Nuad) کالجی واقع در روستای منوث ۲۴ کیلومتری دوبلین است.